# 国民体育大会冬季大会スケート競技会スピードスケート
国民スポーツ大会冬季大会スケート競技会スピードスケートは、国民スポーツ大会冬季大会で実施されるスピードスケート大会である。

## 概要
国体では一般にみられるダブルトラック（2人の選手が内側のレーンと外側のレーンを交代しながら滑る）ではなく3人以上の選手が一度に滑るシングルトラックという形式で行われる。
スピードの低下を防ぐため、1000m以上のレースではトラックの両ストレートの中央に設けたポイントを先頭で通過しなければならないという責任先頭制がとられている。1000mと1500m一回、3000m二回、5000m四回、10000m八回が責任回数である。完了しない選手は完了者の後に順位が下がる。
8人のうち2、7番目にゴールした選手が責任先頭を完了していなければ、2番目が7着、7番目が8着でタイムなしとなる。

## 歴史
1947年の第1回より開催されている。翌1948年の大会は第3回に繰り入れられたため第2回大会は欠番となっている。

## 歴代優勝

### 成年男子
第38回までは一般男子、第39回から第55回まで成年男子A
| 回 | 年                     | 開催地                     | 500m                 | 1000m                | 1500m                | 3000m            | 5000m                 | 10000m             | 2000mR             |
| -- | ---------------------- | -------------------------- | -------------------- | -------------------- | -------------------- | ---------------- | --------------------- | ------------------ | ------------------ |
| 1  | 1947年1月25日～1月26日 | 青森県八戸市               | 内藤晋(北海道)       | -                    | 内藤晋(北海道)       | -                | 菅原和彦(福島県)      | 菅原和彦(福島県)   | 北海道             |
| 2  | 欠番                   | 欠番                       | 欠番                 | 欠番                 | 欠番                 | 欠番             | 欠番                  | 欠番               | 欠番               |
| 3  | 1948年1月23日～1月25日 | 岩手県盛岡市               | 青木正則(北海道)     | -                    | 内藤晋(北海道)       | -                | 菅原和彦(福島県)      | 菅原和彦(福島県)   | 北海道             |
| 4  | 1949年1月27日～1月30日 | 長野県諏訪市               | 内藤晋(北海道)       | -                    | 菅原和彦(福島県)     | -                | 安田富男(東京都）     | 菅原和彦(福島県)   | 北海道             |
| 5  | 1950年1月29日～1月31日 | 北海道苫小牧市             | 内藤晋(北海道)       | -                    | 天候不良のため中止   | -                | 天候不良のため中止    | 菅原和彦(福島県)   | 天候不良のため中止 |
| 6  | 1951年1月25日～1月28日 | 青森県八戸市               | 高林清高(長野県)     | -                    | 工藤祐信(岩手県)     | -                | 浅坂武次(青森県)      | 浅坂武次(青森県)   | 北海道             |
| 7  | 1952年1月24日～1月27日 | 栃木県日光市               | 佐藤忠司(北海道)     | -                    | 安田富男(東京都）    | -                | 矢口久広(長野県)      | 浅坂武次(青森県)   | 北海道             |
| 8  | 1953年1月22日～1月25日 | 岩手県盛岡市               | 竹村晋吉(東京都)     | -                    | 安田富男(東京都)     | -                | 五味芳保(長野県)      | 五味芳保(長野県)   | 長野県             |
| 9  | 1954年1月28日～2月1日  | 北海道札幌市               | 尾崎繁樹(長野県)     | -                    | 堀吉孝(北海道)       | -                | 一条実(北海道)        | 一条実(北海道)     | 長野県             |
| 10 | 1955年1月27日～1月30日 | 長野県諏訪市               | 高林清高(長野県)     | -                    | 堀吉孝(北海道)       | -                | 細川三夫(長野県)      | 堀泰明(長野県)     | 長野県             |
| 11 | 1956年1月26日～1月29日 | 青森県八戸市               | 御子柴光礼(神奈川県) | -                    | 白沢清治(岩手県)     | -                | 山崎久男(北海道)      | 笠原稔(長野県)     | 東京都             |
| 12 | 1957年1月24日～1月27日 | 栃木県日光市               | 長久保文雄(山梨県)   | -                    | 白沢清治(岩手県)     | -                | 星野仁(栃木県)        | 加藤惣衛門(静岡県) | 東京都             |
| 13 | 1958年1月23日～1月26日 | 岩手県盛岡市               | 竹村晋吉(長野県)     | -                    | 溝尾武夫(東京都)     | -                | 榛葉重喜(長野県)      | 榛葉重喜(長野県)   | 長野県             |
| 14 | 1959年1月22日～1月25日 | 北海道帯広市               | 竹村晋吉(長野県)     | -                    | 大久保次朗(長野県)   | -                | 溝尾武夫(東京都)      | 小林秀司(長野県)   | 長野県             |
| 15 | 1960年1月21日～1月24日 | 長野県本郷村               | 鷹野春雄(長野県)     | -                    | 大久保次朗(長野県)   | -                | 松本充雄(長野県)      | 松本充雄(長野県)   | 長野県             |
| 16 | 1961年1月22日～1月25日 | 長野県軽井沢町             | 長久保文雄(長野県)   | -                    | 溝尾武夫(長野県)     | -                | 松本充雄(長野県)      | 榛葉重喜(長野県)   | 長野県             |
| 17 | 1962年1月25日～1月28日 | 青森県八戸市               | 長久保文雄(長野県）  | -                    | 溝尾武夫(長野県）    | -                | 榛葉重喜(長野県）     | 江刺忠(北海道)     | 長野県             |
| 18 | 1963年1月24日～1月27日 | 北海道帯広市               | 長久保文雄(長野県)   | -                    | 藤井紀一(東京都)     | -                | 石幡忠雄(栃木県)      | 新保鋭(北海道)     | 長野県             |
| 19 | 1964年1月26日～1月29日 | 神奈川県箱根町             | 閏間武敏(北海道)     | -                    | 富原俊雄（東京都)    | -                | 出町嘉明(青森県)      | 杉江宏司(岩手県)   | 長野県             |
| 20 | 1965年1月26日～1月29日 | 長野県茅野市               | 長久保幸雄(山梨県)   | -                    | 鈴木正樹(北海道)     | -                | 石幡忠雄(栃木県）     | 石幡忠雄(栃木県）  | 長野県             |
| 21 | 1966年1月27日～1月30日 | 岩手県盛岡市               | 肥田隆行(北海道)     | -                    | 樋口維夫(北海道)     | -                | 富原俊雄(長野県)      | 石見嘉友(福岡県)   | 北海道             |
| 22 | 1967年1月26日～1月29日 | 栃木県日光市               | 肥田隆行(北海道)     | -                    | 杉江宏司(岩手県)     | -                | 出町嘉明(埼玉県)      | 富原俊雄(長野県)   | 北海道             |
| 23 | 1968年1月25日～1月28日 | 北海道帯広市               | 西本日出男(北海道)   | -                    | 進藤聖一(東京都)     | -                | 富原俊雄(北海道)      | 清水勝行(長野県)   | 東京都             |
| 24 | 1969年1月26日～1月29日 | 山梨県富士吉田市・河口湖町 | 鈴木正樹(北海道)     | -                    | 肥田隆行(長野県)     | -                | 大塚博文(東京都)      | 伊藤清美(福岡県)   | 長野県             |
| 25 | 1970年1月24日～1月27日 | 長野県本郷村               | 進藤聖一(東京都)     | -                    | 石見嘉友(福岡県)     | -                | 石山保幸(栃木県)      | 小松清視(長野県)   | 長野県             |
| 26 | 1971年1月23日～1月26日 | 青森県八戸市               | 出嶋民雄（山梨県）   | -                    | 田中信明(青森県)     | -                | 大塚博文（長野県）    | 大塚博文（長野県） | 北海道             |
| 27 | 1972年1月6日～1月9日   | 栃木県日光市・宇都宮市     | 東出正博(北海道)     | -                    | 田中信明(青森県)     | -                | 石山保幸(栃木県)      | 小笠原勝成(岩手県) | 東京都             |
| 28 | 1973年1月25日～1月28日 | 岩手県盛岡市               | 西本日出男(北海道)   | -                    | 前田睦彦(東京都)     | -                | 鈴木隆夫(北海道)      | 佐藤尚二(北海道)   | 北海道             |
| 29 | 1974年1月24日～1月27日 | 北海道札幌市・苫小牧市     | 西本日出男(北海道)   | -                    | 鷹見義輝(岐阜県)     | -                | 斎藤三夫(愛知県)      | 斎藤三夫(愛知県)   | 北海道             |
| 30 | 1975年2月5日～2月8日   | 山梨県富士吉田市・河口湖町 | 野村幸司(北海道)     | -                    | 越智加津則(東京都)   | -                | 長田照正(山梨県)      | 伊藤清美(福岡県)   | 東京都             |
| 31 | 1976年1月25日～1月28日 | 栃木県日光市・今市市       | 吉田弘康(長野県)     | -                    | 鈴木隆夫(北海道)     | -                | 斎藤三夫(愛知県)      | 東出俊一(北海道)   | 北海道             |
| 32 | 1977年1月22日～1月25日 | 青森県八戸市               | 久慈正一(北海道)     | -                    | 久慈正一(北海道)     | -                | 田名部幸夫(青森県)    | 斎藤三夫(愛知県)   | 北海道             |
| 33 | 1978年1月22日～1月25日 | 長野県松本市・軽井沢町     | 市村和昭(長野県)     | -                    | 市村和昭(長野県)     | -                | 戸田博司(愛知県)      | 中村範一(山梨県)   | 長野県             |
| 34 | 1979年1月25日～1月28日 | 岩手県盛岡市・秋田県秋田市 | 福田薫(埼玉県)       | -                    | 久慈正一(北海道)     | -                | 清水康弘(長野県)      | 清水康弘(長野県)   | 北海道             |
| 35 | 1980年1月26日～1月29日 | 北海道苫小牧市             | 深井靖士(群馬県)     | -                    | 此川寛幸(北海道)     | -                | 戸田博司(愛知県)      | 戸田博司(愛知県)   | 長野県             |
| 36 | 1981年1月26日～1月29日 | 山梨県富士吉田市・河口湖町 | 越智加津則(埼玉県)   | -                    | 戸田博司(愛知県)     | -                | 相沢英一(山梨県)      | 田名部正人(青森県) | 長野県             |
| 37 | 1982年1月26日～1月29日 | 栃木県日光市               | 戸田金作(青森県)     | -                    | 宮坂雅昭(長野県)     | -                | 田名部幸夫(青森県)    | 今村俊明(長野県)   | 群馬県             |
| 38 | 1983年1月26日～1月31日 | 群馬県伊香保町             | 丸山一夫(群馬県)     | -                    | 戸田博司(愛知県)     | -                | 黒岩栄治(群馬県)      | 清水康弘(長野県)   | 長野県             |
| 39 | 1984年1月28日～1月31日 | 北海道釧路市               | 坂井正明(長野県)     | -                    | 丸山一夫(群馬県)     | -                | 石川善文(山梨県)      | 竹原信男(北海道)   | 群馬県             |
| 40 | 1985年1月29日～2月1日  | 青森県八戸市               | 金浜康光(青森県)     | -                    | 金浜康光(青森県)     | -                | 田名部正人(青森県)    | 今村俊明(長野県)   | 北海道             |
| 41 | 1986年1月28日～1月31日 | 山梨県富士吉田市・河口湖町 | 戸田金作(青森県)     | -                    | 浜谷公宏(東京都)     | -                | 今村俊明(長野県)      | 黒岩宗久(群馬県)   | 東京都             |
| 42 | 1987年1月27日～1月30日 | 長野県軽井沢町             | 河瀬祐二(北海道)     | -                    | 黒岩康志(群馬県)     | -                | 黒岩宗久(群馬県)      | 市川英彦(長野県)   | 北海道             |
| 43 | 1988年1月27日～1月30日 | 群馬県伊香保町             | 黒岩悟(群馬県)       | 駒澤誠(千葉県)       | 中村卓也(北海道)     | 佐藤睦浩(北海道) | 大村正彦(長野県)      | 石川善文(山梨県)   | 長野県             |
| 44 | 1989年1月28日～1月31日 | 北海道帯広市               | 河瀬祐二（北海道)    | 中村卓也（北海道)    | 中村卓也（北海道)    | -                | 大村正彦(長野県)      | 石川善文(山梨県)   | 長野県             |
| 45 | 1990年1月28日～1月31日 | 岩手県盛岡市               | 黒岩悟(群馬県)       | 黒岩敏幸(群馬県)     | 佐藤睦浩(北海道)     | -                | 小竹直喜(長野県)      | 佐藤和弘(北海道)   | 長野県             |
| 46 | 1991年1月27日～1月30日 | 長野県軽井沢町             | 本間章(群馬県)       | 黒岩育生(群馬県)     | 清水祥之(群馬県)     | -                | 椿央(山形県)          | 小嶋剛(群馬県)     | 埼玉県             |
| 47 | 1992年1月26日～1月29日 | 山形県山形市               | 結城匡啓(茨城県)     | 佐藤睦浩(東京都)     | 小竹直喜(長野県)     | -                | 清水祥之(群馬県)      | 澤口一樹(北海道)   | 北海道             |
| 48 | 1993年1月29日～2月1日  | 青森県八戸市               | 新保堅進(群馬県)     | 森山秀実(東京都)     | 荒木徳彦(群馬県)     | -                | 篠原淳晃(長野県)      | 高村竜司(山梨県)   | 東京都             |
| 49 | 1994年1月26日～1月29日 | 群馬県伊香保町             | 新保堅進(群馬県)     | 黒沢誠(長野県)       | 小竹直喜(北海道)     | -                | 小竹直喜(北海道)      | 野崎貴裕(北海道)   | 群馬県             |
| 50 | 1995年1月28日～1月31日 | 福島県郡山市               | 藤本祐司(福島県)     | 村中賢治(山梨県)     | 佐藤睦浩(長野県)     | -                | 篠原淳晃(長野県)      | 黒沢政弘(福島県)   | 長野県             |
| 51 | 1996年1月26日～1月29日 | 栃木県日光市               | 羽石国臣(栃木県)     | 羽石国臣(栃木県)     | 石岡守(北海道)       | -                | 根本茂一(北海道)      | 野崎貴裕(北海道)   | 北海道             |
| 52 | 1997年1月25日～1月28日 | 北海道釧路市               | 武田豊樹(北海道)     | 武田豊樹(北海道)     | 今井裕介(長野県）    | -                | 根本茂一(北海道)      | 渡辺充(北海道)     | 長野県             |
| 53 | 1998年1月24日～1月28日 | 岩手県盛岡市               | 西岡和哉(神奈川県)   | 加藤勝広(山梨県)     | 田中慎也(長野県)     | -                | 丸子秀美(富山県)      | 根本茂一(北海道)   | 長野県             |
| 54 | 1999年1月27日～1月31日 | 長野県長野市               | 篠原裕太郎(長野県)   | 湯田淳(秋田県)       | 長岡淳一(神奈川県)   | -                | 平間茂英(岩手県)      | 井出良直(長野県)   | 長野県             |
| 55 | 2000年1月29日～2月2日  | 青森県八戸市               | 羽石国臣（長野県）   | 篠原裕太郎（富山県） | 宮部行範(長野県)     | －               | 根本茂一（長野県）    | 米倉大介(長野県)   | 群馬県             |
| 56 | 2001年1月27日～1月31日 | 山梨県富士吉田市           | 黒岩敏幸（群馬県）   | 篠原裕太郎（富山県） | 小佐野俊之（山梨県） | -                | 橋原昌伸（山梨県）    | -                  | 群馬県             |
| 57 | 2002年1月26日～1月30日 | 北海道帯広市               | 篠原裕太郎（富山県） | 篠原裕太郎（富山県） | 野崎貴裕（北海道）   | -                | 牛山貴広（長野県）    | -                  | 富山県             |
| 58 | 2003年1月25日～1月29日 | 群馬県伊香保町             | 土屋直司（群馬県）   | 今井裕介（群馬県）   | 今井裕介（群馬県）   | -                | 出島茂幸（神奈川県）  | -                  | 長野県             |
| 59 | 2004年1月28日～2月1日  | 青森県八戸市               | 清水亮平（青森県）   | 牛山貴広（長野県）   | 土井槙悟（北海道）   | -                | 出島茂幸（神奈川県）  | -                  | 北海道             |
| 60 | 2005年1月30日～2月3日  | 山梨県富士吉田市           | 寺島賀寿生（山形県） | 篠原裕太郎（富山県） | 中嶋敬春（長野県）   | -                | 出島茂幸（神奈川県）  | -                  | 秋田県             |
| 61 | 2006年1月28日～2月1日  | 北海道苫小牧市             | 篠原裕太郎（富山県） | 篠原裕太郎（富山県） | 阿部大輝（北海道）   | -                | 平子裕基（北海道）    | -                  | 秋田県             |
| 62 | 2007年1月27日～1月31日 | 群馬県渋川市               | 篠原裕太郎（富山県） | 篠原裕太郎（富山県） | 出島茂幸（茨城県）   | -                | 小原英志（山梨県）    | -                  | 東京都             |
| 63 | 2008年1月26日～1月30日 | 長野県長野市               | 及川佑（北海道）     | 今野真太郎（北海道） | 土井槙悟（北海道）   | -                | 若林大季（栃木県）    | -                  | 北海道             |
| 64 | 2009年1月28日～2月1日  | 青森県八戸市               | 太田明生（北海道）   | 富岡幸弘（北海道）   | 土井槙悟（北海道）   | -                | 襲田衡俊（栃木県）    | -                  | 北海道             |
| 65 | 2010年1月27日～1月31日 | 北海道釧路市               | 上條有司（長野県）   | 中嶋敬春（岐阜県）   | 金子健太郎（長野県） | -                | 山本紳貴（千葉県）    | -                  | 岐阜県             |
| 66 | 2011年1月26日～1月30日 | 青森県八戸市               | 富岡幸弘（山梨県）   | 土井槙悟（北海道）   | 阿部大輝（北海道）   | -                | 渡部知也（北海道）    | -                  | 長野県             |
| 67 | 2012年1月28日～2月1日  | 岐阜県恵那市               | 上條有司（長野県）   | 今野陽太（北海道）   | 阿部大輝（北海道）   | -                | 森哲平（北海道）      | -                  | 長野県             |
| 68 | 2013年1月28日～1月30日 | 福島県郡山市               | 上條有司（長野県）   | 上條有司（長野県）   | 三輪準也（千葉県）   | -                | 若林大季（栃木）      | -                  | 山形県             |
| 69 | 2014年1月28日～2月1日  | 栃木県日光市               | 羽賀亮平（長野県）   | 今野陽太（北海道）   | 小田卓朗（山形県）   | -                | 土屋良輔（群馬県）    | -                  | 北海道             |
| 70 | 2015年1月28日～2月1日  | 群馬県伊香保町             | 中村隼人（千葉県）   | 中村隼人（千葉県）   | 中村奨太（北海道）   | -                | 大林昌仁（長野県）    | -                  | 千葉県             |
| 71 | 2016年1月27日～2月1日  | 岩手県盛岡市               | 後藤卓也（北海道）   | 山中大地（長野県）   | 帰山雄太（ 茨城県）  | -                | 一戸誠太郎（ 山形県） | -                  | 北海道             |
| 72 | 2017年1月27日～1月30日 | 長野県長野市               | 山中大地（長野県）   | 山中大地（長野県）   | 渡部知也（岩手県）   | -                | 渡部知也（岩手県）    | -                  | 長野県             |
| 73 | 2018年1月28日～2月1日  | 山梨県富士吉田市           | 森永一帆（山形県）   | 小坂 龍（福井県）    | 新山 強 （徳島県）   | -                | 帰山雄太（茨城県）    | -                  | 北海道             |
| 74 | 2019年1月31日～2月3日  | 北海道釧路市               | 石川斗来（北海道）   | 小島良太（長野県）   | 小田卓朗（茨城県）   | -                | 中村奨太（北海道）    | -                  | 茨城県             |

### 教員男子
| 回 | 年                     | 開催地                     | 500m              | 3000m            |
| -- | ---------------------- | -------------------------- | ----------------- | ---------------- |
| 13 | 1958年1月23日～1月26日 | 岩手県盛岡市               | 工藤祐信(岩手県)  | 沼館健二(青森県) |
| 14 | 1959年1月22日～1月25日 | 北海道帯広市               | 工藤祐信(岩手県)  | 工藤祐信(岩手県) |
| 15 | 1960年1月21日～1月24日 | 長野県本郷村               | 工藤祐信(岩手県)  | 工藤祐信(岩手県) |
| 16 | 1961年1月22日～1月25日 | 長野県軽井沢町             | 工藤祐信(岩手県)  | 桜井謙真(大阪府) |
| 17 | 1962年1月25日～1月28日 | 青森県八戸市               | 工藤祐信(岩手県） | 新井邦是(東京都) |
| 18 | 1963年1月24日～1月27日 | 北海道帯広市               | 工藤祐信(岩手県)  | 桜井謙真(大阪府) |
| 19 | 1964年1月26日～1月29日 | 神奈川県箱根町             | 進藤賢一(北海道)  | 桜井謙真(大阪府) |
| 20 | 1965年1月26日～1月29日 | 長野県茅野市               | 田中邦雄(東京都)  | 進藤賢一(北海道) |
| 21 | 1966年1月27日～1月30日 | 岩手県盛岡市               | 瀬川泰道(岩手県)  | 瀬川泰道(岩手県) |
| 22 | 1967年1月26日～1月29日 | 栃木県日光市               | 塚本博文(北海道)  | 塚本博文(北海道) |
| 23 | 1968年1月25日～1月28日 | 北海道帯広市               | 塚本博文(北海道)  | 中島進(青森県)   |
| 24 | 1969年1月26日～1月29日 | 山梨県富士吉田市・河口湖町 | 新井義久(埼玉県)  | 平智次(埼玉県)   |
| 25 | 1970年1月24日～1月27日 | 長野県本郷村               | 新井義久(埼玉県)  | 平智次(埼玉県)   |
| 26 | 1971年1月23日～1月26日 | 青森県八戸市               | 茅野巌（山梨県）  | 平智次（埼玉県)  |
| 27 | 1972年1月6日～1月9日   | 栃木県日光市・宇都宮市     | 進藤聖一(北海道)  | 進藤聖一(北海道) |
| 28 | 1973年1月25日～1月28日 | 岩手県盛岡市               | 進藤聖一(北海道)  | 入沢孝一(群馬県) |
| 29 | 1974年1月24日～1月27日 | 北海道札幌市・苫小牧市     | 進藤聖一(北海道)  | 進藤聖一(北海道) |
| 30 | 1975年2月5日～2月8日   | 山梨県富士吉田市・河口湖町 | 進藤聖一(北海道)  | 入沢孝一(群馬県) |
| 31 | 1976年1月25日～1月28日 | 栃木県日光市・今市市       | 進藤聖一(北海道)  | 入沢孝一(群馬県) |
| 32 | 1977年1月22日～1月25日 | 青森県八戸市               | 進藤聖一(北海道)  | 中田敏彦(青森県) |
| 33 | 1978年1月22日～1月25日 | 長野県松本市・軽井沢町     | 進藤聖一(北海道)  | 瀬川泰道(岩手県) |
| 34 | 1979年1月25日～1月28日 | 岩手県盛岡市・秋田県秋田市 | 永井勝正(北海道)  | 東隆(青森県)     |

### 成年男子B
| 回 | 年                     | 開催地                     | 500m             | 1000m              | 1500m              |
| -- | ---------------------- | -------------------------- | ---------------- | ------------------ | ------------------ |
| 39 | 1984年1月28日～1月31日 | 北海道釧路市               | 進藤聖一(北海道) | 関和雄(埼玉県)     | -                  |
| 40 | 1985年1月29日～2月1日  | 青森県八戸市               | 関和雄(埼玉県)   | 関和雄(埼玉県)     | -                  |
| 41 | 1986年1月28日～1月31日 | 山梨県富士吉田市・河口湖町 | 関和雄(埼玉県)   | 小野純一(秋田県)   | -                  |
| 42 | 1987年1月27日～1月30日 | 長野県軽井沢町             | 関和雄(埼玉県)   | 関和雄(埼玉県)     | -                  |
| 43 | 1988年1月27日～1月30日 | 群馬県伊香保町             | 進藤聖一(北海道) | 森林純一(秋田県)   | 森林純一(秋田県)   |
| 44 | 1989年1月28日～1月31日 | 北海道帯広市               | 牛田武士(山梨県) | 小西朝一(兵庫県)   | 森林純一(秋田県)   |
| 45 | 1990年1月28日～1月31日 | 岩手県盛岡市               | 牛田武士(山梨県) | 越智加津則(埼玉県) | 森林純一(秋田県)   |
| 46 | 1991年1月27日～1月30日 | 長野県軽井沢町             | 大向将之(青森県) | 越智加津則(埼玉県) | 越智加津則(埼玉県) |
| 47 | 1992年1月26日～1月29日 | 山形県山形市               | 永井勝正(北海道) | 宮脇和敏(北海道)   | 宮脇和敏(北海道)   |
| 48 | 1993年1月29日～2月1日  | 青森県八戸市               | 千葉浩次(北海道) | 越智加津則(埼玉県) | 宮脇和敏(北海道)   |
| 49 | 1994年1月26日～1月29日 | 群馬県伊香保町             | 千葉浩次(北海道) | 宮脇和敏(北海道)   | 宮脇和敏(北海道)   |
| 50 | 1995年1月28日～1月31日 | 福島県郡山市               | 千葉浩次(北海道) | 相澤英一(長野県)   | 宮脇和敏(北海道)   |
| 51 | 1996年1月26日～1月29日 | 栃木県日光市               | 千葉浩次(北海道) | 相澤英一(長野県)   | 宮脇和敏(北海道)   |
| 52 | 1997年1月25日～1月28日 | 北海道釧路市               | 千葉浩次(北海道) | 相澤英一(長野県)   | 宮脇和敏(北海道)   |
| 53 | 1998年1月24日～1月28日 | 岩手県盛岡市               | 戸田金作(青森県) | 戸田金作(青森県)   | 宮脇和敏(北海道)   |
| 54 | 1999年1月27日～1月31日 | 長野県長野市               | 千葉浩次(北海道) | 宮坂雅昭(長野県)   | 宮坂雅昭(長野県)   |
| 55 | 2000年1月29日～2月2日  | 青森県八戸市               | 千葉浩次(北海道) | 宮坂雅昭(長野県)   | 宮坂雅昭(長野県)   |

### 成年男子C
| 回 | 年                     | 開催地         | 500m               | 1000m              |
| -- | ---------------------- | -------------- | ------------------ | ------------------ |
| 43 | 1988年1月27日～1月30日 | 群馬県伊香保町 | 関和雄(埼玉県)     | -                  |
| 44 | 1989年1月28日～1月31日 | 北海道帯広市   | 関和雄(埼玉県)     | 関和雄(埼玉県)     |
| 45 | 1990年1月28日～1月31日 | 岩手県盛岡市   | 関和雄(埼玉県)     | 関和雄(埼玉県)     |
| 46 | 1991年1月27日～1月30日 | 長野県軽井沢町 | 関和雄(埼玉県)     | 関和雄(埼玉県)     |
| 47 | 1992年1月26日～1月29日 | 山形県山形市   | 佐々木義輝(岐阜県) | 関和雄(埼玉県)     |
| 48 | 1993年1月29日～2月1日  | 青森県八戸市   | 関和雄(埼玉県)     | 関和雄(埼玉県)     |
| 49 | 1994年1月26日～1月29日 | 群馬県伊香保町 | 関和雄(埼玉県)     | 関和雄(埼玉県)     |
| 50 | 1995年1月28日～1月31日 | 福島県郡山市   | 関和雄(埼玉県)     | 那須功宣(長野県)   |
| 51 | 1996年1月26日～1月29日 | 栃木県日光市   | 関和雄(埼玉県)     | 越智加津則(埼玉県) |
| 52 | 1997年1月25日～1月28日 | 北海道釧路市   | 越智加津則(埼玉県) | 越智加津則(埼玉県) |
| 53 | 1998年1月24日～1月28日 | 岩手県盛岡市   | 那須功宣(長野県)   | 森村純一(秋田県)   |
| 54 | 1999年1月27日～1月31日 | 長野県長野市   | 越智加津則(埼玉県) | 宮脇和敏(北海道)   |
| 55 | 2000年1月29日～2月2日  | 青森県八戸市   | 森林純一(秋田県)   | 宮脇和敏(北海道)   |

### 成年女子
第29回までは一般女子、第38回まで成年女子、
第39回から第55回まで成年女子A、
第18回までリレーは1600m
| 回 | 年                     | 開催地                     | 500m                 | 1000m                | 1500m                | 3000m                | 5000m                | 2000mR             |
| -- | ---------------------- | -------------------------- | -------------------- | -------------------- | -------------------- | -------------------- | -------------------- | ------------------ |
| 1  | 1947年1月25日～1月26日 | 青森県八戸市               | 長野富子(北海道)     | 長野富子(北海道)     | -                    | 長野富子(北海道)     | -                    | 北海道             |
| 2  | 欠番                   | 欠番                       | 欠番                 | 欠番                 | 欠番                 | 欠番                 | 欠番                 | 欠番               |
| 3  | 1948年1月23日～1月25日 | 岩手県盛岡市               | 佐藤千恵子(北海道)   | 渡辺公子(北海道)     | -                    | 田名部節子(青森県)   | -                    | 北海道             |
| 4  | 1949年1月27日～1月30日 | 長野県諏訪市               | 長野富子(北海道)     | 長野富子(北海道)     | -                    | 前田悦子(北海道)     | 佐藤千恵子(北海道)   | 長野県             |
| 5  | 1950年1月29日～1月31日 | 北海道苫小牧市             | 杉山千恵子(長野県)   | 天候不良のため中止   | -                    | 前田悦子(北海道)     | 天候不良のため中止   | 天候不良のため中止 |
| 6  | 1951年1月25日～1月28日 | 青森県八戸市               | 池田チサ(北海道)     | 長野富子(北海道)     | -                    | 田名部節子(青森県)   | 長野富子(北海道)     | 北海道             |
| 7  | 1952年1月24日～1月27日 | 栃木県日光市               | 池田チサ(北海道)     | 池田チサ(北海道)     | -                    | 渡辺公子(北海道)     | 渡辺公子(北海道)     | 北海道             |
| 8  | 1953年1月22日～1月25日 | 岩手県盛岡市               | 中島佳澄(長野県)     | 池田チサ(北海道)     | -                    | 佐々木邦子(青森県)   | 佐々木邦子(青森県)   | 長野県             |
| 9  | 1954年1月28日～2月1日  | 北海道札幌市               | 池田チサ(北海道)     | 池田チサ(北海道)     | -                    | 高見沢初枝(長野)     | 佐々木シマ子(青森県) | 北海道             |
| 10 | 1955年1月27日～1月30日 | 長野県諏訪市               | 池田チサ(北海道)     | 中島佳澄(長野県)     | -                    | 高見沢初枝(長野県)   | 佐々木邦子(青森県)   | 北海道             |
| 11 | 1956年1月26日～1月29日 | 青森県八戸市               | 閏間千世子(北海道)   | 閏間千世子(北海道)   | -                    | 高見沢初枝(長野県)   | 高見沢初枝(長野県)   | 北海道             |
| 12 | 1957年1月24日～1月27日 | 栃木県日光市               | 閏間千世子(北海道)   | 佐々木邦子(青森県)   | -                    | 高見沢初枝(長野県)   | 高見沢初枝(長野県)   | 長野県             |
| 13 | 1958年1月23日～1月26日 | 岩手県盛岡市               | 浜文恵(長野県)       | 浜文恵(長野県)       | -                    | 閏間千世子(北海道)   | 閏間千世子(北海道)   | 長野県             |
| 14 | 1959年1月22日～1月25日 | 北海道帯広市               | 浜文恵(長野県)       | 浜文恵(長野県)       | -                    | 高見沢初枝(東京都)   | 高見沢初枝(東京都)   | 長野県             |
| 15 | 1960年1月21日～1月24日 | 長野県本郷村               | 志賀園子(長野県)     | 今井せつ子(長野県)   | -                    | 佐藤陸子(長野県)     | 佐藤陸子(長野県)     | 北海道             |
| 16 | 1961年1月22日～1月25日 | 長野県軽井沢町             | 浜文恵(長野県)       | 浜文恵(長野県)       | -                    | 高見沢初枝(東京都)   | 高見沢初枝(東京都)   | 長野県             |
| 17 | 1962年1月25日～1月28日 | 青森県八戸市               | 浜文恵(長野県)       | 高橋カネ子(長野県)   | -                    | 鷹野靖子(長野県)     | 鷹野靖子(長野県)     | 長野県             |
| 18 | 1963年1月24日～1月27日 | 北海道帯広市               | 浜文恵(長野県)       | 有賀秋子(長野県)     | -                    | 長久保初枝(長野県)   | 鷹野靖子(北海道)     | 北海道             |
| 19 | 1964年1月26日～1月29日 | 神奈川県箱根町             | 篠原みよ子(長野県)   | 有賀秋子(長野県)     | -                    | 有賀秋子(長野県)     | 井出かなめ(長野県)   | 長野県             |
| 20 | 1965年1月26日～1月29日 | 長野県茅野市               | 斉藤幸子(北海道)     | 中田芙美子(北海道)   | -                    | 斎藤実子(長野県)     | 高橋カネ子(長野県)   | 北海道             |
| 21 | 1966年1月27日～1月30日 | 岩手県盛岡市               | 中田芙美子(北海道)   | 中条静子(北海道)     | -                    | 鈴木アヤ子(北海道)   | 井出かなめ(長野県)   | 長野県             |
| 22 | 1967年1月26日～1月29日 | 栃木県日光市               | 高橋京子(北海道)     | 武田美佐江(長野県)   | -                    | 鷹野靖子(埼玉県)     | 鷹野靖子(埼玉県)     | 長野県             |
| 23 | 1968年1月25日～1月28日 | 北海道帯広市               | 高橋京子(北海道)     | 有賀秋子(長野県)     | -                    | 鷹野靖子(埼玉県)     | 鷹野靖子(埼玉県)     | 北海道             |
| 24 | 1969年1月26日～1月29日 | 山梨県富士吉田市・河口湖町 | 斉藤幸子(北海道)     | 斉藤幸子(北海道)     | -                    | 斎藤実子(長野県)     | 長田良子(埼玉県)     | 長野県             |
| 25 | 1970年1月24日～1月27日 | 長野県本郷村               | 斉藤幸子(北海道)     | 斉藤幸子(北海道)     | -                    | 井出かなめ(長野県)   | 小池里美(長野県)     | 長野県             |
| 26 | 1971年1月23日～1月26日 | 青森県八戸市               | 斎藤幸子（長野県）   | 斎藤幸子（長野県）   | -                    | 乾川真知子（長野県） | 田口恵美子(北海道)   | 北海道             |
| 27 | 1972年1月6日～1月9日   | 栃木県日光市・宇都宮市     | 大出和江(栃木県)     | 大出和江(栃木県)     | -                    | 菅原真理子(北海道)   | 菅原真理子(北海道)   | 長野県             |
| 28 | 1973年1月25日～1月28日 | 岩手県盛岡市               | 高橋京子(北海道)     | 村上由紀子(北海道)   | -                    | 田口恵美子(北海道)   | 菅原真理子(北海道)   | 北海道             |
| 29 | 1974年1月24日～1月27日 | 北海道札幌市・苫小牧市     | 日下牧子(北海道)     | 高橋京子(北海道)     | -                    | 藤森栄津子(北海道)   | 小池里美(長野県)     | 長野県             |
| 30 | 1975年2月5日～2月8日   | 山梨県富士吉田市・河口湖町 | 鈴木みゆき(長野県)   | 鈴木みゆき(長野県)   | -                    | 黒岩恵子(群馬県)     | 黒岩恵子(群馬県)     | 長野県             |
| 31 | 1976年1月25日～1月28日 | 栃木県日光市・今市市       | 加藤妙子(北海道)     | 村上由紀子(北海道)   | 松沢弥瑞子(北海道)   | 笠原美也子(福島県)   | -                    | 長野県             |
| 32 | 1977年1月22日～1月25日 | 青森県八戸市               | 宮古正子(青森県)     | 邨中正子(北海道)     | 太田裕子(北海道)     | 太田裕子(北海道)     | -                    | 北海道             |
| 33 | 1978年1月22日～1月25日 | 長野県松本市・軽井沢町     | 黒岩美智子(群馬県)   | 長屋真紀子(長野県)   | 中道悦子(長野県)     | 菊地里美(神奈川県)   | -                    | 長野県             |
| 34 | 1979年1月25日～1月28日 | 岩手県盛岡市・秋田県秋田市 | 黒岩美智子(群馬県)   | 黒岩美智子(群馬県)   | 吉田葉子(北海道)     | 吉田葉子(北海道)     | -                    | 長野県             |
| 35 | 1980年1月26日～1月29日 | 北海道苫小牧市             | 黒岩美智子(群馬県)   | 黒岩美智子(群馬県)   | 富田茂子(長野県)     | 富田茂子(長野県)     | -                    | 長野県             |
| 36 | 1981年1月26日～1月29日 | 山梨県富士吉田市・河口湖町 | 黒岩美智子(群馬県)   | 黒岩美智子(群馬県)   | 富田茂子(長野県)     | 湯山喜江(山梨県)     | -                    | 北海道             |
| 37 | 1982年1月26日～1月29日 | 栃木県日光市               | 小沢洋美(長野県)     | 黒岩美智子(群馬県)   | 早坂悦子(長野県)     | 早坂悦子(長野県)     | -                    | 長野県             |
| 38 | 1983年1月26日～1月31日 | 群馬県伊香保町             | 渡辺優子(北海道)     | 小沢洋美(長野県)     | 加藤美善(東京都)     | 早坂悦子(長野県)     | -                    | 群馬県             |
| 39 | 1984年1月28日～1月31日 | 北海道釧路市               | 中村ふみえ(長野県)   | 日向寺三佳(長野県)   | 加藤美善(東京都)     | 加藤美善(東京都)     | -                    | 群馬県             |
| 40 | 1985年1月29日～2月1日  | 青森県八戸市               | 房野抄子(東京都)     | 房野抄子(東京都)     | 獅子井英子(愛知県)   | 獅子井英子(愛知県)   | -                    | 長野県             |
| 41 | 1986年1月28日～1月31日 | 山梨県富士吉田市・河口湖町 | 房野抄子(東京都)     | 橋本聖子(山梨県)     | 橋本聖子(山梨県)     | 浅尾恵子(長野県)     | -                    | 北海道             |
| 42 | 1987年1月27日～1月30日 | 長野県軽井沢町             | 洞田千鶴子(北海道)   | 田中明美(北海道)     | 獅子井英子(愛知県)   | 獅子井英子(愛知県)   | -                    | 北海道             |
| 43 | 1988年1月27日～1月30日 | 群馬県伊香保町             | 洞田千鶴子(北海道)   | 稲岡久美子(愛知県)   | 洞田千鶴子(北海道)   | 浅尾恵子(長野県)     | -                    | 長野県             |
| 44 | 1989年1月28日～1月31日 | 北海道帯広市               | 田中稚早(長野県)     | 大月利恵(北海道)     | 村上由美子(北海道)   | 村上由美子(北海道)   | -                    | 山梨県             |
| 45 | 1990年1月28日～1月31日 | 岩手県盛岡市               | 田中稚早(長野県)     | 楠瀬志保(北海道)     | 諸橋緑(愛知県)       | 帰山由美(北海道)     | -                    | 北海道             |
| 46 | 1991年1月27日～1月30日 | 長野県軽井沢町             | 門田千代(北海道)     | 楠瀬志保(北海道)     | 諸橋緑(愛知県)       | 関ナツエ(長野県)     | -                    | 山梨県             |
| 47 | 1992年1月26日～1月29日 | 山形県山形市               | 山本絵里子(長野県)   | 楠瀬志保(北海道)     | 依田智恵子(茨城県)   | 田中恵美(群馬県)     | -                    | 長野県             |
| 48 | 1993年1月29日～2月1日  | 青森県八戸市               | 山本真弓(北海道)     | 田中稚早(長野県)     | 田中恵美(群馬県)     | 田中恵美(群馬県)     | -                    | 北海道             |
| 49 | 1994年1月26日～1月29日 | 群馬県伊香保町             | 三宮恵利子(山梨県)   | 増地美穂(群馬県)     | 田中恵美(群馬県)     | 清水美映(長野県)     | -                    | 長野県             |
| 50 | 1995年1月28日～1月31日 | 福島県郡山市               | 野村和代(北海道)     | 田中稚早(長野県)     | 沢田こずえ(群馬県)   | 沢田こずえ(群馬県)   | -                    | 北海道             |
| 51 | 1996年1月26日～1月29日 | 栃木県日光市               | 門田千代(北海道)     | 香川真由美(群馬県)   | 宗像記子(山梨県)     | 宗像記子(山梨県)     | -                    | 群馬県             |
| 52 | 1997年1月25日～1月28日 | 北海道釧路市               | 門田千代(北海道)     | 香川真由美(群馬県)   | 根本奈美(山梨県)     | 沢田こずえ(群馬県)   | -                    | 北海道             |
| 53 | 1998年1月24日～1月28日 | 岩手県盛岡市               | 原田季世子(北海道)   | 長岡弥生(北海道)     | 妹尾栄里子(北海道)   | 小笠原みき(北海道)   | -                    | 北海道             |
| 54 | 1999年1月27日～1月31日 | 長野県長野市               | 茂木美保子(長野県)   | 土屋深雪(群馬県)     | 小林加苗恵(北海道)   | 安田有希(長野県)     | -                    | 長野県             |
| 55 | 2000年1月29日～2月2日  | 青森県八戸市               | 溜井公子（北海道）   | 長岡弥生（北海道）   | 根本奈美（山梨県）   | 根本奈美（山梨県）   | -                    | 北海道             |
| 56 | 2001年1月27日～1月31日 | 山梨県富士吉田市           | 溜井公子（北海道）   | 長岡弥生（北海道）   | 石井奈緒（群馬県）   | 成田亜希（山梨県）   | -                    | 群馬県             |
| 57 | 2002年1月26日～1月30日 | 北海道帯広市               | 茂木美保子（富山県） | 茂木美保子（富山県） | 成田亜希（山梨県）   | 成田亜希（山梨県）   | -                    | 山梨県             |
| 58 | 2003年1月25日～1月29日 | 群馬県伊香保町             | 大菅小百合（長野県） | 外ノ池亜希（長野県） | 根本奈美（山梨県）   | 大松由香利（北海道） | -                    | 長野県             |
| 59 | 2004年1月28日～2月1日  | 青森県八戸市               | 吉井小百合（長野県） | 吉井小百合（長野県） | 新谷志保美（長野県） | 小原悠里（山梨県）   | -                    | 長野県             |
| 60 | 2005年1月30日～2月3日  | 山梨県富士吉田市           | 辻麻希（北海道）     | 辻麻希（北海道）     | 小原悠里（山梨県）   | 小原悠里（山梨県）   | -                    | 北海道             |
| 61 | 2006年1月28日～2月1日  | 北海道苫小牧市             | 溜井公子（北海道）   | 小平奈緒（長野県）   | 石澤志穂（北海道）   | 穂積雅子（富山県）   | -                    | 北海道             |
| 62 | 2007年1月27日～1月31日 | 群馬県渋川市               | 加治木彩（長野県）   | 住吉都（北海道）     | 石澤志穂（北海道）   | 妹尾栄里子（北海道） | -                    | 北海道             |
| 63 | 2008年1月26日～1月30日 | 長野県長野市               | 辻麻希（北海道）     | 加治木彩（長野県）   | 辻麻希（北海道）     | 名取英理（長野県）   | -                    | 長野県             |
| 64 | 2009年1月28日～2月1日  | 青森県八戸市               | 堀里紗（山梨県）     | 加治木彩（長野県）   | 藤村祥子（北海道）   | 川崎みなみ（北海道） | -                    | 長野県             |
| 65 | 2010年1月27日～1月31日 | 北海道釧路市               | 清水玲香（長野県）   | 仁科有加那（長野県） | 菊池彩花（山梨県）   | 菊池彩花（山梨県）   | -                    | 北海道             |
| 66 | 2011年1月26日～1月30日 | 青森県八戸市               | 神谷衣理那（長野県） | 大森亜珠香（北海道） | 小島早織（長野県）   | 藤村あゆみ（北海道） | -                    | 長野県             |
| 67 | 2012年1月28日～2月1日  | 岐阜県恵那市               | 辻麻希（岐阜県）     | 帰山麻衣（北海道）   | 髙木菜那（長野県）   | 菊池彩花（山梨県）   | -                    | 長野県             |
| 68 | 2013年1月28日～1月30日 | 福島県郡山市               | 郷亜里砂（北海道）   | 菊池彩花（山梨県）   | 菊池彩花（山梨県）   | 穂積雅子（栃木県）   | -                    | 北海道             |
| 69 | 2014年1月28日～2月1日  | 栃木県日光市               | 神谷衣理那（北海道） | 松田有幾（岐阜県）   | 髙木美帆（北海道）   | 髙木美帆（北海道）   | -                    | 長野県             |
| 70 | 2015年1月28日～2月1日  | 群馬県伊香保町             | 曽我このみ（岩手県） | 押切美沙紀（山梨県） | 押切美沙紀（山梨県） | 高山梨沙（山梨県）   | -                    | 山梨県             |
| 71 | 2016年1月27日～2月1日  | 岩手県盛岡市               | 郷亜里砂（愛媛県）   | 郷亜里砂（愛媛県）   | 田畑真紀（富山県）   | 田畑真紀（富山県）   | -                    | 北海道             |
| 72 | 2017年1月27日～1月30日 | 長野県長野市               | 郷亜里砂（愛媛県）   | 郷亜里砂（愛媛県）   | 阿部友香（群馬県）   | 樋 沙織（長野県）    | -                    | 長野県             |
| 73 | 2018年1月28日～2月1日  | 山梨県富士吉田市           | 曽我このみ（岩手県） | 辻本有沙（長野県）   | 辻本有沙（長野県）   | 髙橋菜那（富山県）   | -                    | 長野県             |
| 74 | 2019年1月31日～2月3日  | 北海道釧路市               | 山根佳子（茨城県）   | 山根佳子（茨城県）   | 酒井寧子（茨城県）   | 酒井寧子（茨城県）   | -                    | 茨城県             |

### 成年女子B
| 回 | 年                     | 開催地                     | 500m             | 1000m                | 1500m              |
| -- | ---------------------- | -------------------------- | ---------------- | -------------------- | ------------------ |
| 39 | 1984年1月28日～1月31日 | 北海道釧路市               | 塚田良子(長野県) | 塚田良子(長野県)     | -                  |
| 40 | 1985年1月29日～2月1日  | 青森県八戸市               | 高村豊子(山梨県) | 高村豊子(山梨県)     | -                  |
| 41 | 1986年1月28日～1月31日 | 山梨県富士吉田市・河口湖町 | 高村豊子(山梨県) | 高村豊子(山梨県)     | -                  |
| 42 | 1978年1月27日～1月30日 | 長野県軽井沢町             | 川瀬恵子(北海道) | 水野里美(長野県)     | -                  |
| 43 | 1988年1月27日～1月30日 | 群馬県伊香保町             | 菊地信子(北海道) | 菊地信子(北海道)     | 吉田美奈子(岡山県) |
| 44 | 1989年1月28日～1月31日 | 北海道帯広市               | 菊地信子(北海道) | 吉田美奈子(岡山県)   | -                  |
| 45 | 1990年1月28日～1月31日 | 岩手県盛岡市               | 菊地信子(北海道) | 加賀美ますみ(山梨県) | -                  |
| 46 | 1991年1月27日～1月30日 | 長野県軽井沢町             | 菊地信子(北海道) | 菊地信子(北海道)     | -                  |
| 47 | 1992年1月26日～1月29日 | 山形県山形市               | 中田信子(広島県) | 中田信子(広島県)     | -                  |
| 48 | 1993年1月29日～2月1日  | 青森県八戸市               | 土屋一子(群馬県) | 土屋一子(群馬県)     | -                  |
| 49 | 1994年1月26日～1月29日 | 群馬県伊香保町             | 土屋一子(群馬県) | 土屋一子(群馬県)     | -                  |
| 50 | 1995年1月28日～1月31日 | 福島県郡山市               | 麦嶋三佳(北海道) | 村澤優子(長野県)     | -                  |
| 51 | 1996年1月26日～1月29日 | 栃木県日光市               | 橋本聖子(山梨県) | 橋本聖子(山梨県)     | -                  |
| 52 | 1997年1月25日～1月28日 | 北海道釧路市               | 柏木智子(北海道) | 柏木智子(北海道)     | -                  |
| 53 | 1998年1月24日～1月28日 | 岩手県盛岡市               | 柏木智子(北海道) | 柏木智子(北海道)     | -                  |
| 54 | 1999年1月27日～1月31日 | 長野県長野市               | 柏木智子(北海道) | 柏木智子(北海道)     | -                  |
| 55 | 2000年1月29日～2月2日  | 青森県八戸市               | 楠瀬志保(北海道) | 楠瀬志保(北海道)     | -                  |

### 成年女子C
| 回 | 年                     | 開催地         | 500m               | 1000m              |
| -- | ---------------------- | -------------- | ------------------ | ------------------ |
| 43 | 1988年1月27日～1月30日 | 群馬県伊香保町 | 水野里美(長野県)   | -                  |
| 44 | 1989年1月28日～1月31日 | 北海道帯広市   | 水野里美(長野県)   | 水野里美(長野県)   |
| 45 | 1990年1月28日～1月31日 | 岩手県盛岡市   | 阿部恵美子(北海道) | 井出妙子(富山県)   |
| 46 | 1991年1月27日～1月30日 | 長野県軽井沢町 | 有賀千恵子(長野県) | 有賀千恵子(長野県) |
| 47 | 1992年1月26日～1月29日 | 山形県山形市   | 菊地信子(北海道)   | 菊地信子(北海道)   |
| 48 | 1993年1月29日～2月1日  | 青森県八戸市   | 菊地信子(北海道)   | 菊地信子(北海道)   |
| 49 | 1994年1月26日～1月29日 | 群馬県伊香保町 | 菊地信子(北海道)   | 菊地信子(北海道)   |
| 50 | 1995年1月28日～1月31日 | 福島県郡山市   | 菊地信子(北海道)   | 中田信子(広島県)   |
| 51 | 1996年1月26日～1月29日 | 栃木県日光市   | 中田信子(広島県)   | 中田信子(広島県)   |
| 52 | 1997年1月25日～1月28日 | 北海道釧路市   | 菊地信子(北海道)   | 菊地信子(北海道)   |
| 53 | 1998年1月24日～1月28日 | 岩手県盛岡市   | 名取みのり(長野県) | 有賀千恵子(長野県) |
| 54 | 1999年1月27日～1月31日 | 長野県長野市   | 土屋一子(群馬県)   | 土屋一子(群馬県)   |
| 55 | 2000年1月29日～2月2日  | 青森県八戸市   | 菊地信子(北海道)   | 土屋一子(群馬県)   |

### 少年男子
第4回から高校男子として実施、第30回から少年男子
| 回 | 年                     | 開催地                     | 500m               | 1000m                | 1500m                | 3000m            | 5000m                | 10000m               | 2000mR             |
| -- | ---------------------- | -------------------------- | ------------------ | -------------------- | -------------------- | ---------------- | -------------------- | -------------------- | ------------------ |
| 4  | 1949年1月27日～1月30日 | 長野県諏訪市               | 竹村晋吉(長野県)   | -                    | 竹村晋吉(長野県)     | -                | 池田松男(北海道)     | 浅坂武次(福島県)     | 長野県             |
| 5  | 1950年1月29日～1月31日 | 北海道苫小牧市             | 竹村晋吉(長野県)   | -                    | 天候不良のため中止   | -                | 五味芳保(長野県)     | 天候不良のため中止   | 天候不良のため中止 |
| 6  | 1951年1月25日～1月28日 | 青森県八戸市               | 畑中克夫(青森県)   | -                    | 畑中克夫(青森県)     | -                | 五味芳保(長野県)     | 五味芳保(長野県)     | 青森県             |
| 7  | 1952年1月24日～1月27日 | 栃木県日光市               | 吉田健一(北海道)   | -                    | 矢崎久雄(長野県）    | -                | 一条実(北海道)       | 一条実(北海道)       | 北海道             |
| 8  | 1953年1月22日～1月25日 | 岩手県盛岡市               | 小川敦朗(長野県)   | -                    | 小飼啓道(長野県)     | -                | 堀泰明(長野県)       | 一条実(北海道)       | 長野県             |
| 9  | 1954年1月28日～2月1日  | 北海道札幌市               | 長久保文雄(山梨県) | -                    | 小飼啓道(長野県)     | -                | 堀泰明(長野県)       | 堀泰明(長野県)       | 長野県             |
| 10 | 1955年1月27日～1月30日 | 長野県諏訪市               | 岡安行雄(北海道)   | -                    | 松本充雄(北海道)     | -                | 村井正忠(岩手県)     | 土屋次男(岩手県)     | 北海道             |
| 11 | 1956年1月26日～1月29日 | 青森県八戸市               | 沖武博(北海道)     | -                    | 閏間暉章(北海道)     | -                | -                    | 加藤邦人(長野県)     | 長野県             |
| 12 | 1957年1月24日～1月27日 | 栃木県日光市               | 宮沢孝臣(長野県)   | -                    | 宮沢孝臣(長野県)     | -                | 小林秀司(長野県)     | 小林秀司(長野県)     | 長野県             |
| 13 | 1958年1月23日～1月26日 | 岩手県盛岡市               | 閏間武敏(北海道)   | -                    | 山森信弘(北海道)     | -                | 加藤清人(長野県)     | 小林秀司(長野県)     | 長野県             |
| 14 | 1959年1月22日～1月25日 | 北海道帯広市               | 鷹野春雄(長野県)   | -                    | 鷹野春雄(長野県)     | -                | 加藤清人(長野県)     | 田中靖二(北海道)     | 長野県             |
| 15 | 1960年1月21日～1月24日 | 長野県本郷村               | 鈴木恵一(北海道)   | -                    | 鈴木恵一(北海道)     | -                | 斎田清一(北海道)     | 斎田清一(北海道)     | 栃木県             |
| 16 | 1961年1月22日～1月25日 | 長野県軽井沢町             | 鈴木恵一(北海道)   | -                    | 鈴木恵一(北海道)     | -                | 有賀豊文(長野県)     | 有賀豊文(長野県)     | 北海道             |
| 17 | 1962年1月25日～1月28日 | 青森県八戸市               | 萩原昭則(長野県）  | -                    | 白沢善三郎(岩手県）  | -                | 河野義博(北海道）    | 木内猛夫(長野県)     | 長野県             |
| 18 | 1963年1月24日～1月27日 | 北海道帯広市               | 肥田隆行(北海道)   | -                    | 肥田隆行(北海道)     | -                | 杉江宏司(岩手県)     | 外崎茂(北海道)       | 北海道             |
| 19 | 1964年1月26日～1月29日 | 神奈川県箱根町             | 出嶋民雄(長野県)   | -                    | 鈴木正樹（北海道)    | -                | 加藤和弘(北海道)     | 加藤和弘(北海道)     | 北海道             |
| 20 | 1965年1月26日～1月29日 | 長野県茅野市               | 出嶋民雄(長野県)   | -                    | 出嶋民雄(長野県)     | -                | 三田村清(北海道）    | 清水勝行(長野県）    | 北海道             |
| 21 | 1966年1月27日～1月30日 | 岩手県盛岡市               | 西本日出男(北海道) | -                    | 前田睦彦(北海道)     | -                | 加藤光幸(北海道)     | 土橋久俊(長野県)     | 北海道             |
| 22 | 1967年1月26日～1月29日 | 栃木県日光市               | 西本日出男(北海道) | -                    | 大島康男(栃木県)     | -                | 土橋久俊(長野県)     | 伊藤清美(福岡県)     | 長野県             |
| 23 | 1968年1月25日～1月28日 | 北海道帯広市               | 浜野孝雄(北海道)   | -                    | 辻正敏(北海道)       | -                | 伊藤清美(福岡県)     | 伊藤清美(福岡県)     | 北海道             |
| 24 | 1969年1月26日～1月29日 | 山梨県富士吉田市・河口湖町 | 東出正博(北海道)   | -                    | 篠原実(長野県)       | -                | 篠原実(長野県)       | 根本茂行(北海道)     | 長野県             |
| 25 | 1970年1月24日～1月27日 | 長野県本郷村               | 早川正人(北海道)   | -                    | 早川正人(北海道)     | -                | 根本茂行(北海道)     | 佐藤尚二(北海道)     | 長野県             |
| 26 | 1971年1月23日～1月26日 | 青森県八戸市               | 柏木和男（栃木県)  | -                    | 越智加津則(北海道)   | -                | 中田敏彦(青森県)     | 佐藤政治(栃木県)     | 北海道             |
| 27 | 1972年1月6日～1月9日   | 栃木県日光市・宇都宮市     | 菅原賢一(北海道)   | -                    | 菅原賢一(北海道)     | -                | 田村裕治(青森県)     | 千葉直次(岩手県)     | 北海道             |
| 28 | 1973年1月25日～1月28日 | 岩手県盛岡市               | 鈴木勝(長野県)     | -                    | 宮古政則(青森県)     | -                | 川原正行(北海道)     | 川原正行(北海道)     | 北海道             |
| 29 | 1974年1月24日～1月27日 | 北海道札幌市・苫小牧市     | 武田俊之(北海道)   | -                    | 吉田弘康(岡山県)     | -                | 山本雅彦(北海道)     | 川原正行(北海道)     | 北海道             |
| 30 | 1975年2月5日～2月8日   | 山梨県富士吉田市・河口湖町 | 斉藤恒存(北海道)   | -                    | 斉藤恒存(北海道)     | -                | 本橋努(埼玉県)       | 中村範一(北海道)     | 北海道             |
| 31 | 1976年1月25日～1月28日 | 栃木県日光市・今市市       | 斉藤恒存(北海道)   | -                    | 黒岩菊男(群馬県)     | -                | 此川寛幸(北海道)     | 榊稔(北海道)         | 北海道             |
| 32 | 1977年1月22日～1月25日 | 青森県八戸市               | 佐藤博義(群馬県)   | -                    | 佐藤博義(群馬県)     | -                | 戸田博司(愛知県)     | 戸田博司(愛知県)     | 群馬県             |
| 33 | 1978年1月22日～1月25日 | 長野県松本市・軽井沢町     | 新井貢(北海道)     | -                    | 槌屋健一(山梨県)     | -                | 竹下正範(北海道)     | 竹下正範(北海道)     | 北海道             |
| 34 | 1979年1月25日～1月28日 | 岩手県盛岡市・秋田県秋田市 | 黒岩彰(群馬県)     | -                    | 宮坂雅昭(長野県)     | -                | 竹下正範(北海道)     | 今村俊明(長野県)     | 北海道             |
| 35 | 1980年1月26日～1月29日 | 北海道苫小牧市             | 黒岩彰(群馬県)     | -                    | 黒岩彰(群馬県)       | -                | 小野寺正昭(静岡県)   | 篠原雅人(北海道)     | 北海道             |
| 36 | 1981年1月26日～1月29日 | 山梨県富士吉田市・河口湖町 | 北沢欣浩(北海道)   | -                    | 宮坂雅昭(長野県)     | -                | 黒岩栄治(群馬県)     | 今村俊明(長野県)     | 長野県             |
| 37 | 1982年1月26日～1月29日 | 栃木県日光市               | 加藤松彦(長野県)   | -                    | 加藤松彦(長野県)     | -                | 竹原信男(北海道)     | 林克己(長野県)       | 北海道             |
| 38 | 1983年1月26日～1月31日 | 群馬県伊香保町             | 黒岩康志(群馬県)   | -                    | 黒岩康志(群馬県)     | -                | 椿央(北海道)         | 石川善文(山梨県)     | 群馬県             |
| 39 | 1984年1月28日～1月31日 | 北海道釧路市               | 三谷幸宏(北海道)   | -                    | 三谷幸宏(北海道)     | -                | 河合季信(愛知県)     | 羽田静夫(山梨県)     | 北海道             |
| 40 | 1985年1月29日～2月1日  | 青森県八戸市               | 三谷幸宏(北海道)   | -                    | 中村卓也(北海道)     | -                | 青柳徹(北海道)       | 大村正彦(長野県)     | 北海道             |
| 41 | 1986年1月28日～1月31日 | 山梨県富士吉田市・河口湖町 | 黒岩悟(群馬県)     | -                    | 井出一彦(長野県)     | -                | 中村卓也(北海道)     | 大村正彦(長野県)     | 群馬県             |
| 42 | 1987年1月27日～1月30日 | 長野県軽井沢町             | 上田浩勝(北海道)   | -                    | 鉄田武典(北海道)     | -                | 大村正彦(長野県)     | 黒岩正行(群馬県)     | 北海道             |
| 43 | 1988年1月27日～1月30日 | 群馬県伊香保町             | 本間章(群馬県)     | 本間章(群馬県)       | 荒木徳彦(群馬県)     | 岩瀬英晃(山梨県) | 小平寛(長野県)       | 黒岩正行(群馬県)     | 北海道             |
| 44 | 1989年1月28日～1月31日 | 北海道帯広市               | 藤本祐司(北海道)   | 藤本祐司(北海道)     | 小原聡(北海道)       | -                | 小竹直喜(北海道)     | 中根則和(山梨県)     | 北海道             |
| 45 | 1990年1月28日～1月31日 | 岩手県盛岡市               | 堀井学(北海道)     | 村崎匡裕(青森県)     | 鈴木幸太郎(北海道)   | -                | 三宅英美(北海道)     | 白幡圭史(北海道)     | 北海道             |
| 46 | 1991年1月27日～1月30日 | 長野県軽井沢町             | 武田豊樹(北海道)   | 清水宏保(北海道)     | 清水宏保(北海道)     | -                | 糸川敏彦(北海道)     | 伊藤将哲(山梨県)     | 北海道             |
| 47 | 1992年1月26日～1月29日 | 山形県山形市               | 泉田伸隆(山形県)   | 清水宏保(北海道)     | 石岡守(北海道)       | -                | 五味節二(山梨県)     | 篠原淳晃(長野県)     | 北海道             |
| 48 | 1993年1月29日～2月1日  | 青森県八戸市               | 山影博明(北海道)   | 山影博明(北海道)     | 山口秀人(北海道)     | -                | 野明弘幸(長野県)     | 高橋一郎(北海道)     | 北海道             |
| 49 | 1994年1月26日～1月29日 | 群馬県伊香保町             | 湯浅儀紀(北海道)   | 宮川洋平(長野県)     | 長岡淳一(北海道)     | -                | 高橋一郎(北海道)     | 宮木大吾(長野県)     | 北海道             |
| 50 | 1995年1月28日～1月31日 | 福島県郡山市               | 佐々木浩司(北海道) | 西岡和哉(北海道)     | 今井裕介(長野県)     | -                | 根本茂一(北海道)     | 中嶋昇秀(長野県)     | 長野県             |
| 51 | 1996年1月26日～1月29日 | 栃木県日光市               | 小須田典之(長野県) | 今井裕介(長野県)     | 今井裕介(長野県)     | -                | 渡辺充(北海道)       | 渡辺充(北海道)       | 長野県             |
| 52 | 1997年1月25日～1月28日 | 北海道釧路市               | 笠原健司(長野県)   | 工藤範秋(青森県)     | 幅田洋司(北海道）    | -                | 伊勢秀一(青森県)     | 平田浩一(長野県)     | 長野県             |
| 53 | 1998年1月24日～1月28日 | 岩手県盛岡市               | 土屋直司(群馬県)   | 篠原泰洋(長野県)     | 篠原泰洋(長野県)     | -                | 半崎泰生(北海道)     | 伊勢秀一(青森県)     | 長野県             |
| 54 | 1999年1月27日～1月31日 | 長野県長野市               | 沢友和(北海道)     | 小林正暢(北海道)     | 小林正暢(北海道)     | -                | 平子裕基(北海道)     | 宮崎今佐人(群馬県)   | 長野県             |
| 55 | 2000年1月29日～2月2日  | 青森県八戸市               | 小島雅之（長野県） | 金子悟志（北海道）   | 中嶋敬春(長野県)     | -                | 小林和朗（群馬県）   | 小原英志(山梨県)     | 長野県             |
| 56 | 2001年1月27日～1月31日 | 山梨県富士吉田市           | 小原唯志（北海道） | 清水悠紀（長野県）   | 中山卓（山梨県）     | -                | 中嶋敬春（長野県）   | 平子裕基（北海道）   | 長野県             |
| 57 | 2002年1月26日～1月30日 | 北海道帯広市               | 小原唯志（北海道） | 小原唯志（北海道）   | 土井槙悟（北海道）   | -                | 土井槙悟（北海道）   | 大峠誠太朗（岩手県） | 北海道             |
| 58 | 2003年1月25日～1月29日 | 群馬県伊香保町             | 加藤条治（山形県） | 上原龍（長野県）     | 平野将紀（北海道）   | -                | 藤ケ森一輝（青森県） | 大峠誠太朗（岩手県） | 群馬県             |
| 59 | 2004年1月28日～2月1日  | 青森県八戸市               | 上条有司（長野県） | 上条有司（長野県）   | 平野将紀（北海道）   | -                | 下村将嘉（青森県）   | 黒岩信允（群馬県）   | 長野県             |
| 60 | 2005年1月30日～2月3日  | 山梨県富士吉田市           | 上条有司（長野県） | 上条有司（長野県）   | 榛伸悟（北海道）     | -                | 由井拓実（長野県）   | 榛伸悟（北海道）     | 長野県             |
| 61 | 2006年1月28日～2月1日  | 北海道苫小牧市             | 原宏彰（長野県）   | 羽賀亮平（北海道）   | 山越竜輔（群馬県）   | -                | 榛伸悟（北海道）     | 黒岩信允（群馬県）   | 北海道             |
| 62 | 2007年1月27日～1月31日 | 群馬県渋川市               | 羽賀亮平（北海道） | 長内慎太郎（北海道） | 新田昌樹（北海道）   | -                | 黒岩泰成（群馬県）   | 黒岩泰成（群馬県）   | 北海道             |
| 63 | 2008年1月26日～1月30日 | 長野県長野市               | 三上悟（北海道）   | 原宏彰（長野県）     | 山中大地（長野県）   | -                | 渡部知也（北海道）   | 松尾駿（青森県）     | 北海道             |
| 64 | 2009年1月28日～2月1日  | 青森県八戸市               | 中村駿佑（北海道） | 中村駿佑（北海道）   | 山中大地（長野県）   | -                | 森永一帆（山形県）   | 千葉瞭太郎（山梨県） | 北海道             |
| 65 | 2010年1月27日～1月31日 | 北海道釧路市               | 中村健斗（長野県） | 小田卓朗（山形県）   | 小田卓朗（山形県）   | -                | 中村奨太（北海道）   | 中村奨太（北海道）   | 北海道             |
| 66 | 2011年1月26日～1月30日 | 青森県八戸市               | 奥村雄樹（群馬県） | 長谷川翼（北海道）   | 三輪準也（北海道）   | -                | 土屋良輔（群馬県）   | 土屋良輔（群馬県）   | 北海道             |
| 67 | 2012年1月28日～2月1日  | 岐阜県恵那市               | 長谷川翼（北海道） | 三輪準也（北海道）   | 三輪準也（北海道）   | -                | 土屋良輔（群馬県）   | 中村奨太（北海道）   | 北海道             |
| 68 | 2013年1月28日～1月30日 | 福島県郡山市               | 後藤卓也（北海道） | 近藤太郎（北海道）   | 近藤太郎（北海道）   | -                | 土屋良輔（群馬県）   | 大林昌人（長野県）   | 北海道             |
| 69 | 2014年1月28日～2月1日  | 栃木県日光市               | 小林裕司（群馬県） | 中村隼人（北海道）   | 髙石悠斗（山形県）   | -                | 一戸誠太郎（山形県） | 一戸誠太郎（山形県） | 北海道             |
| 70 | 2015年1月28日～2月1日  | 群馬県伊香保町             | 新濱立也（北海道） | 山田将矢（北海道）   | 石川将之（山梨県）   | -                | 横山碧生（山形県）   | 横山碧生（山形県）   | 山形県             |
| 71 | 2016年1月27日～2月1日  | 岩手県盛岡市               | 町光二郎（北海道） | 久保向希 （北海道）  | 松津秀太 （埼玉県）  | -                | 横山碧生（山形県）   | 杉田駿介（ 長野県）  | 北海道             |
| 72 | 2017年1月27日～1月30日 | 長野県長野市               | 石川斗来（北海道） | 久保向希 （ 北海道） | 堀川大地（北海道）   | -                | 林 莉輝（長野県）    | 遠藤二千翔（岐阜県） | 北海道             |
| 73 | 2018年1月28日～2月1日  | 山梨県富士吉田市           | 森重 航（山形県）  | 松津秀太 （埼玉県）  | 堀川大地（北海道）   | -                | 原 泰（長野県）      | 遠藤二千翔（岐阜県） | 北海道             |
| 74 | 2019年1月31日～2月3日  | 北海道釧路市               | 森重 航（山形県）  | 大門飛路（長野県）   | 櫻井俊太朗（山形県） | -                | 松本一成（長野県）   | 三井晃太（長野県）   | 北海道             |

### 少年女子
第30回から実施
| 回 | 年                     | 開催地                     | 500m                 | 1000m                | 1500m                | 3000m                | 5000m            | 2000mR |
| -- | ---------------------- | -------------------------- | -------------------- | -------------------- | -------------------- | -------------------- | ---------------- | ------ |
| 30 | 1975年2月5日～2月8日   | 山梨県富士吉田市・河口湖町 | 鈴木みゆき(長野県)   | 鈴木みゆき(長野県)   | 黒岩恵子(群馬県)     | 黒岩恵子(群馬県)     | -                | 長野県 |
| 31 | 1976年1月25日～1月28日 | 栃木県日光市・今市市       | 黒岩美智子(群馬県)   | 黒岩美智子(群馬県)   | 小林明子(北海道)     | 黒岩恵子(群馬県)     | -                | 群馬県 |
| 32 | 1977年1月22日～1月25日 | 青森県八戸市               | 黒岩美智子(群馬県)   | 黒岩美智子(群馬県)   | 早坂悦子(北海道)     | 早坂悦子(北海道)     | -                | 群馬県 |
| 33 | 1978年1月22日～1月25日 | 長野県松本市・軽井沢町     | 石井和恵(北海道)     | 富田茂子(北海道)     | 杉渕扶美子(北海道)   | 早坂悦子(北海道)     | -                | 北海道 |
| 34 | 1979年1月25日～1月28日 | 岩手県盛岡市・秋田県秋田市 | 脇田貴美子(北海道)   | 脇田貴美子(北海道)   | 加藤美善(愛知県)     | 加藤美善(愛知県)     | -                | 北海道 |
| 35 | 1980年1月26日～1月29日 | 北海道苫小牧市             | 天野久美子(山梨県)   | 新田明美(北海道)     | 遠藤こず恵(長野県)   | 田村洋子(北海道)     | -                | 北海道 |
| 36 | 1981年1月26日～1月29日 | 山梨県富士吉田市・河口湖町 | 中村ふみえ(北海道)   | 土屋一子(群馬県)     | 加藤美善(愛知県)     | 加藤美善(愛知県)     | -                | 長野県 |
| 37 | 1982年1月26日～1月29日 | 栃木県日光市               | 平智聡(北海道)       | 野上真理子(北海道)   | 伊藤孝子(長野県)     | 柏木智子(北海道)     | -                | 北海道 |
| 38 | 1983年1月26日～1月31日 | 群馬県伊香保町             | 房野抄子(北海道)     | 田中明美(北海道)     | 獅子井英子(東京都)   | 黒岩良子(群馬県)     | -                | 群馬県 |
| 39 | 1984年1月28日～1月31日 | 北海道釧路市               | 田中明美(北海道)     | 田中明美(北海道)     | 獅子井英子(東京都)   | 木下真理子(埼玉県)   | -                | 北海道 |
| 40 | 1985年1月29日～2月1日  | 青森県八戸市               | 稲岡久美子(北海道)   | 稲岡久美子(北海道)   | 小軽米智子(青森県)   | 関ナツエ(北海道)     | -                | 北海道 |
| 41 | 1986年1月28日～1月31日 | 山梨県富士吉田市・河口湖町 | 真鍋かおり(北海道)   | 田中稚早(北海道)     | 帰山由美(北海道)     | 帰山由美(北海道)     | -                | 北海道 |
| 42 | 1987年1月27日～1月30日 | 長野県軽井沢町             | 深沢洋子(北海道)     | 大月利恵(北海道)     | 飯島恵美子(北海道)   | 小軽米智子(青森県)   | -                | 北海道 |
| 43 | 1988年1月27日～1月30日 | 群馬県伊香保町             | 大月利恵(北海道)     | 大月利恵(北海道)     | 堀内佳子(長野県)     | 村上由美子(北海道)   | 山本宏美(北海道) | 北海道 |
| 44 | 1989年1月28日～1月31日 | 北海道帯広市               | 門田千代(北海道)     | 堀内佳子(長野県)     | 山本宏美(北海道)     | 佐藤葉子(北海道)     | -                | 北海道 |
| 45 | 1990年1月28日～1月31日 | 岩手県盛岡市               | 門田千代(北海道)     | 島崎京子(北海道)     | 上原三枝(長野県)     | 鉄田貴子(北海道)     | -                | 北海道 |
| 46 | 1991年1月27日～1月30日 | 長野県軽井沢町             | 野村和代(北海道)     | 関谷千晶(北海道)     | 宗像記子(北海道)     | 清水美映(長野県)     | -                | 長野県 |
| 47 | 1992年1月26日～1月29日 | 山形県山形市               | 梶里恵子(北海道)     | 梶里恵子(北海道)     | 小笠原みき(北海道)   | 小笠原みき(北海道)   | -                | 北海道 |
| 48 | 1993年1月29日～2月1日  | 青森県八戸市               | 土屋和花子(長野県)   | 大竹口綾(北海道)     | 清水美映(長野県)     | 清水美映(長野県)     | -                | 北海道 |
| 49 | 1994年1月26日～1月29日 | 群馬県伊香保町             | 大竹口綾(北海道)     | 篠原絵里子(北海道)   | 堀川友里(北海道)     | 沢田こずえ(北海道)   | -                | 長野県 |
| 50 | 1995年1月28日～1月31日 | 福島県郡山市               | 土屋深雪(群馬県)     | 野中亜希子(北海道)   | 外ノ池亜希(長野県)   | 成田亜希(青森県)     | -                | 長野県 |
| 51 | 1996年1月26日～1月29日 | 栃木県日光市               | 清水知美(北海道)     | 外ノ池亜希(長野県)   | 外ノ池亜希(長野県)   | 妹尾栄里子(北海道)   | -                | 長野県 |
| 52 | 1997年1月25日～1月28日 | 北海道釧路市               | 新谷志保美(長野県)   | 外ノ池亜希(長野県)   | 外ノ池亜希(長野県)   | 妹尾栄里子(北海道)   | -                | 長野県 |
| 53 | 1998年1月24日～1月28日 | 岩手県盛岡市               | 石黒真弓(北海道)     | 上原寿香(長野県)     | 小原悠里(北海道)     | 宮崎聡子(群馬県)     | -                | 長野県 |
| 54 | 1999年1月27日～1月31日 | 長野県長野市               | 大菅小百合(北海道)   | 上原寿香(長野県)     | 小原悠里(北海道)     | 小原悠里(北海道)     | -                | 北海道 |
| 55 | 2000年1月29日～2月2日  | 青森県八戸市               | 渡邊ゆかり（北海道） | 石井奈緒（北海道）   | 石井奈緒（北海道）   | 河西明日香（北海道） | -                | 北海道 |
| 56 | 2001年1月27日～1月31日 | 山梨県富士吉田市           | 伊藤靖恵（北海道）   | 原美樹（長野県）     | 宮島若菜（長野県）   | 宮島若菜（長野県）   | -                | 長野県 |
| 57 | 2002年1月26日～1月30日 | 北海道帯広市               | 辻麻希（北海道）     | 辻麻希（北海道）     | 三浦あい（長野県）   | 中山清香（山梨県）   | -                | 長野県 |
| 58 | 2003年1月25日～1月29日 | 群馬県伊香保町             | 辻麻希（北海道）     | 吉井小百合（長野県） | 大津広美（北海道）   | 石野枝里子（北海道） | -                | 長野県 |
| 59 | 2004年1月28日～2月1日  | 青森県八戸市               | 辻麻希（北海道）     | 熊谷恵美（神奈川県） | 穂積雅子（北海道）   | 穂積雅子（北海道）   | -                | 北海道 |
| 60 | 2005年1月30日～2月3日  | 山梨県富士吉田市           | 小平奈緒（長野県）   | 小平奈緒（長野県）   | 藤村祥子（北海道）   | 穂積雅子（北海道）   | -                | 長野県 |
| 61 | 2006年1月28日～2月1日  | 北海道苫小牧市             | 堀田絢路（北海道）   | 松田有幾（北海道）   | 藤村祥子（北海道）   | 藤村祥子（北海道）   | -                | 北海道 |
| 62 | 2007年1月27日～1月31日 | 群馬県渋川市               | 小坂千秋（北海道）   | 清水玲香（長野県）   | 市場菜々世（群馬県） | 工藤朋佳（北海道）   | -                | 北海道 |
| 63 | 2008年1月26日～1月30日 | 長野県長野市               | 神谷衣理那（北海道） | 仁科有加那（北海道） | 神谷衣理那（北海道） | 門奈津実（北海道）   | -                | 長野県 |
| 64 | 2009年1月28日～2月1日  | 青森県八戸市               | 佐藤絢香（北海道）   | 宮崎麻衣（群馬県）   | 門奈津実（北海道）   | 大森亜珠香（北海道） | -                | 北海道 |
| 65 | 2010年1月27日～1月31日 | 北海道釧路市               | 神谷衣理那（北海道） | 押切美沙紀（北海道） | 髙木菜那（北海道）   | 高山梨沙（北海道）   | -                | 北海道 |
| 66 | 2011年1月26日～1月30日 | 青森県八戸市               | 押切美沙紀（北海道） | 髙木菜那（北海道）   | 髙木菜那（北海道）   | 高山梨沙（北海道）   | -                | 群馬県 |
| 67 | 2012年1月28日～2月1日  | 岐阜県恵那市               | 山根佳子（北海道）   | 辻中杏奈（長野県）   | 高山梨沙（北海道）   | 池田千奈美（北海道） | -                | 長野県 |
| 68 | 2013年1月28日～1月30日 | 福島県郡山市               | 桜井萌美（北海道）   | 佐藤綾乃（北海道）   | 長屋千夏（北海道）   | 髙木美帆（北海道）   | -                | 北海道 |
| 69 | 2014年1月28日～2月1日  | 栃木県日光市               | 山根佳子（北海道）   | 太田凪砂（北海道）   | 水澤彩佳（福島県）   | 酒井寧子（北海道）   | -                | 北海道 |
| 70 | 2015年1月28日～2月1日  | 群馬県伊香保町             | 佐野実久（北海道）   | 宮嶋美奈美（山梨県） | 佐藤綾乃（北海道）   | 佐藤綾乃（北海道）   | -                | 北海道 |
| 71 | 2016年1月27日～2月1日  | 岩手県盛岡市               | 川村聖亜（北海道）   | 山田梨央（ 長野県）  | 宮嶋未奈美（山梨県） | 小竹琉湖（山形県）   | -                | 北海道 |
| 72 | 2017年1月27日～1月30日 | 長野県長野市               | 熊谷 萌（岩手県）    | 松本芽依（長野県）   | 小竹琉湖（山形県）   | 鈴木杏菜（山形県）   | -                | 長野県 |
| 73 | 2018年1月28日～2月1日  | 山梨県富士吉田市           | 熊谷 萌（岩手県）    | 久保純奈（北海道）   | 小山香月（長野県）   | 藤井咲名（北海道）   | -                | 北海道 |
| 74 | 2019年1月31日～2月3日  | 北海道釧路市               | 熊谷 萌（岩手県）    | 両角ほのか（長野県） | 小坂 凛（山形県）    | 福岡歩里（長野県）   | -                | 山形県 |